# Gianantonio Capizucchi
Gianantonio Capizucchi (* 24. Oktober 1515 in Rom; † 28. Januar 1569 ebenda) war ein Kardinal der Römischen Kirche.

## Werdegang

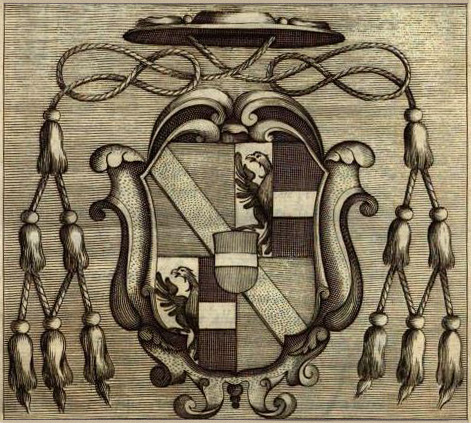
Wappen der Kardinäle aus dem Haus Capizucchi

Capizucchi stammte aus einer Familie des römischen Adels, deren Mitglieder sich im Dienste der Kirche ausgezeichnet hatten. Unter der Ägide des Kardinals Paolo Capizucchi, seines Onkels, und verwandt mit den Kardinälen Fabio Mignanelli und Girolamo Recanati Capodiferro, bereitete er sich durch das Studium von weltlichem und kanonischen Recht auf eine kirchliche Karriere vor. 1535 verzichtete sein Onkel zu seinen Gunsten auf sein Kanonikat in St. Peter, auch wenn er sich die Einkünfte vorbehielt. Bis 1549 war er referendarius utriusque signaturae, dann bis 1556 Rotaauditor. Durch eine Entscheidung zugunsten einer seiner Nichten erwarb er sich das Wohlwollen des Kardinals Gian Pietro Carafa, der ihn nach seiner Wahl zum Papst Paul IV. am 20. Dezember 1555 zum Kardinalpriester erhob, um die Zahl der Kanonisten im Kardinalskollegium zu erhöhen. Seine erste Titelkirche war San Pancrazio (13. Januar 1556), dann folgte Santa Croce in Gerusalemme (6. Juli 1562), später folgte der titulus von San Clemente (7. November 1565). Im Herbst 1556 wurde er zum Mitglied des Inquisitionstribunals berufen.
Am 5. Juli 1557 wurde Capizucchi zum Bischof von Lodi ernannt, am 21. Dezember empfing er in Rom die Bischofsweihe durch Giovanni Giacomo Barba, Bischof von Terni, Mitkonsekratoren waren Cesare Cybo, Erzbischof von Turin, und Ferdinando Pandolfini, Bischof von Troia. Da die spanische Regierung unter Philipp II. ihre Zustimmung (das Placet) verweigerte, konnte Capizucchi erstmals 1563 sein Bistum aufsuchen. Um Reformen in seinem Bistum bemühte er sich jedoch bereits von Rom aus. Mit seinem Metropoliten, dem Mailänder Erzbischof Carlo Borromeo, Kardinalnepot Pius’ IV., unterhielt er gute Beziehungen und einen regen Briefwechsel. Pius V. gewährte seinem Berater Capizucchi Wohnrecht im Apostolischen Palast und ernannte ihn zum Mitglied der Kardinalskommission, die zur Frage des Zölibats Stellung nehmen sollte, die vom Konzil von Trient nicht gelöst worden war. Die beiden Gutachten, die Capizucchi 1567 erstellte, sandte er auch an Borromeo und bat ihn um eventuelle Korrekturen. Am 9. November 1568 wurde er Nachfolger des verstorbenen Kardinals Vitellozzo Vitelli als Präfekt der Segnatura della grazia, sein Tod hinderte ihn daran, dem Amt eine persönliche Prägung zu geben.
Er wurde in seiner Titelkirche San Clemente beigesetzt.